# Voice Over Wireless Local Area Network
VoWLAN står för Voice Over Wireless Local Area Network och är IP-telefoni över ett trådlöst WLAN nätverk, exempelvis ett WLAN som stödjer någon av Wi-Fi-standarderna.